# Gindiba
A gindiba [nome científico: Sloanea obtusifolia (Moric.) K. Schum.] também é conhecida como mamajuda, pertence a família Elaeocarpaceae (que contém 12 gêneros e aproximadamente 600 espécies em todo o mundo, com exceção dos continentes europeu e africano). O gênero Sloanea possui cerca de 120 espécies, destas aproximadamente 40 ocorrem no Brasil, incluindo a gindiba. Pode ser encontradas em florestas ombrófilas primárias e nas áreas de cabruca. Se destaca por ser uma árvore de grande porte e ter raízes tabulares que podem ter vários metros de diâmetro.

## Características gerais
Árvore com 30 a 50 metros de altura, possui  tronco retilíneo, casca lisa, copas altas e grandes raízes tabulares. Frutos com uma semente ao redor em arilo laranja-avermelhado, do tipo cápsula espinhosa. Por ser uma espécie climácica, a gindiba é tolerante a sombra quando jovem. Possui crescimento lento. Tem em suas sementes uma eclosão rápida, todavia o desenvolvimento das mudas se faz lento. No mês de janeiro a gindiba floresce, seus frutos amadurecem durante os meses de março e maio.
Suas sementes possuem arilo muito apreciado pelos animais, por isso é indicada como atrativa da fauna a partir do seu plantio em áreas de restauração.

## Ocorrência
Se faz presente na Amazônia e também na Mata Atlântica do Sul da Bahia a São Paulo.

## Obtenção de sementes
Acontece logo após a queda natural, pode ser feita manualmente a partir da sua coleta no chão.

## Espécies semelhantes
Algumas espécie que ocorrem no Sul da Bahia do mesmo gênero também são chamadas de gindiba, como: Sloanea guianensis (Aubl.) Benth e Sloanea monosperma Vell. Apesar de possuir semelhanças nas características gerais, estas se diferem da gindiba principalmente na forma e no tamanho da árvore, cor da casca e tamanho dos frutos e das folhas.